# Richard Hirsch
Richard Eduard Hirsch (* 10. April 1882 in Windischeschenbach; † 18. Juli 1959 in Heidenheim an der Brenz) war ein deutscher Politiker, Glasmacher und Angehöriger der gleichnamigen Glasmacherfamilie.

## Leben
Als Sohn des Glasfabrikanten August Theodor Hirsch (1857–1937) und Amanda Franziska Minna Hirsch (1857–1922) geboren, studierte Hirsch von 1900 bis 1903 Maschinenbau an der Höheren Technischen Lehranstalt Mittweida und dann bis 1905 Hüttenwesen mit Schwerpunkt Glastechnik an der TH Dresden. Seit 1903 war er Mitglied der Burschenschaft Cimbria Dresden (nach 1945 Dresden-Freiberger Burschenschaft Cheruscia Aachen). Er schloss sein Studium als Dipl.-Ing. ab und arbeitete in Folge in verschiedenen Glashütten in aller Welt, so richtete er unter anderem 1907 im Auftrag einer spanischen Firma eine Fensterglasfabrik in Mexiko ein. 1911 kehrte er nach Deutschland zurück und arbeitete für die Jenaer Glaswerke Schott und Genossen. Dort wurde er Oberingenieur und technischer Leiter des Betriebs.
Am Ersten Weltkrieg nahm er von 1914 bis 1916 als Reserveoffizier der Sächsischen Armee teil. Als Oberleutnant im Reserve-Feldartillerie-Regiment Nr. 23 wurde Hirsch in der Schlacht an der Somme schwer verwundet und für sein Wirken am 28. August 1916 mit dem Ritterkreuz des Militär-St.-Heinrichs-Ordens beliehen.
1919 wurde er von Otto Schott in die Geschäftsleitung berufen. Am 10. Juli 1937 beantragte er die Aufnahme in die NSDAP und wurde rückwirkend zum 1. Mai desselben Jahres aufgenommen (Mitgliedsnummer 5.204.828). 1938 wurde er beamteter Ehrenratsherr der Stadt Jena. Nach dem Ende des Zweiten Weltkriegs wurde er von den Amerikanern in der Aktion „We take the brain“ mit weiteren Führungskräften des Jenaer Werks entführt und war beim Wiederaufbau des Unternehmens in Zwiesel und Mainz technisch maßgeblich beteiligt. Das unter seiner technischen Oberleitung 1952 entstandene neue Hauptwerk in Mainz leitete er als Geschäftsführer. Er entwickelte insbesondere die Schmelztechnik optischer Gläser weiter. Im gleichen Jahre wurde Hirsch in Würdigung seiner Verdienste um den Wiederaufbau der Schottwerke das Große Bundesverdienstkreuz verliehen.
Hirsch war seit 1950 Ehrenmitglied der Dresden-Freiberger Burschenschaft Cheruscia zu Aachen.